# Chelinda Airport
Chelinda Airport är en flygplats i Malawi.   Den ligger i regionen Northern Region, i den norra delen av landet, norr om Chelinda. Chelinda Airport ligger 2 369 meter över havet.
Omgivningarna runt Chelinda Airport är en mosaik av jordbruksmark och naturlig växtlighet.